# Křinecký most
Křinecký most přemosťuje říčku Mrlinu v městysi Křinec v okrese Nymburk (Středočeský kraj), který spojuje s železniční stanicí a osadou Zábrdovice. Je chráněn jako kulturní památka České republiky.
Samotný most je dlouhý 24 m, široký 5 metrů. Mostovka prochází ohniskem paraboly, kterou tvoří mostní oblouky. Vzepětí oblouků je 3 m, výšky mostovky nad hladinou říčky je 4 m. Betonová směs na stavbu mostu měla být míchána na nedalekém nádraží a na stavbu byla dovážená úzkorozchodkou.
Od přelomu let 1917-18 zdobí jednotlivé konce mostu barokní sochy živlů (Voda, Vzduch, Země, Oheň). Nejsou to náboženské motivy a sochy pochází z roku 1707 z dílny Jana Brokofa. Samotné sochy nebyly u staršího mostu, ale původně byly součástí zámeckého parku v Kuncberku.
Most překonává Mrlinu v místě, kde kdysi býval brod. Autorem konstrukčního řešení železobetonového mostu je proslulý Stanislav Bechyně, uznávaný specialista na železobetonové konstrukce. Most byl postaven v roce 1915 a je stále funkční. Z důvodů malé šířky mostu byla pro chodce přistavěna k jižní straně mostu ocelová lávka pro chodce.
Na mostě byla v roce 2013 snížena nosnost na 9 tun a došlo k vyloučení těžké dopravy. 

## Galerie

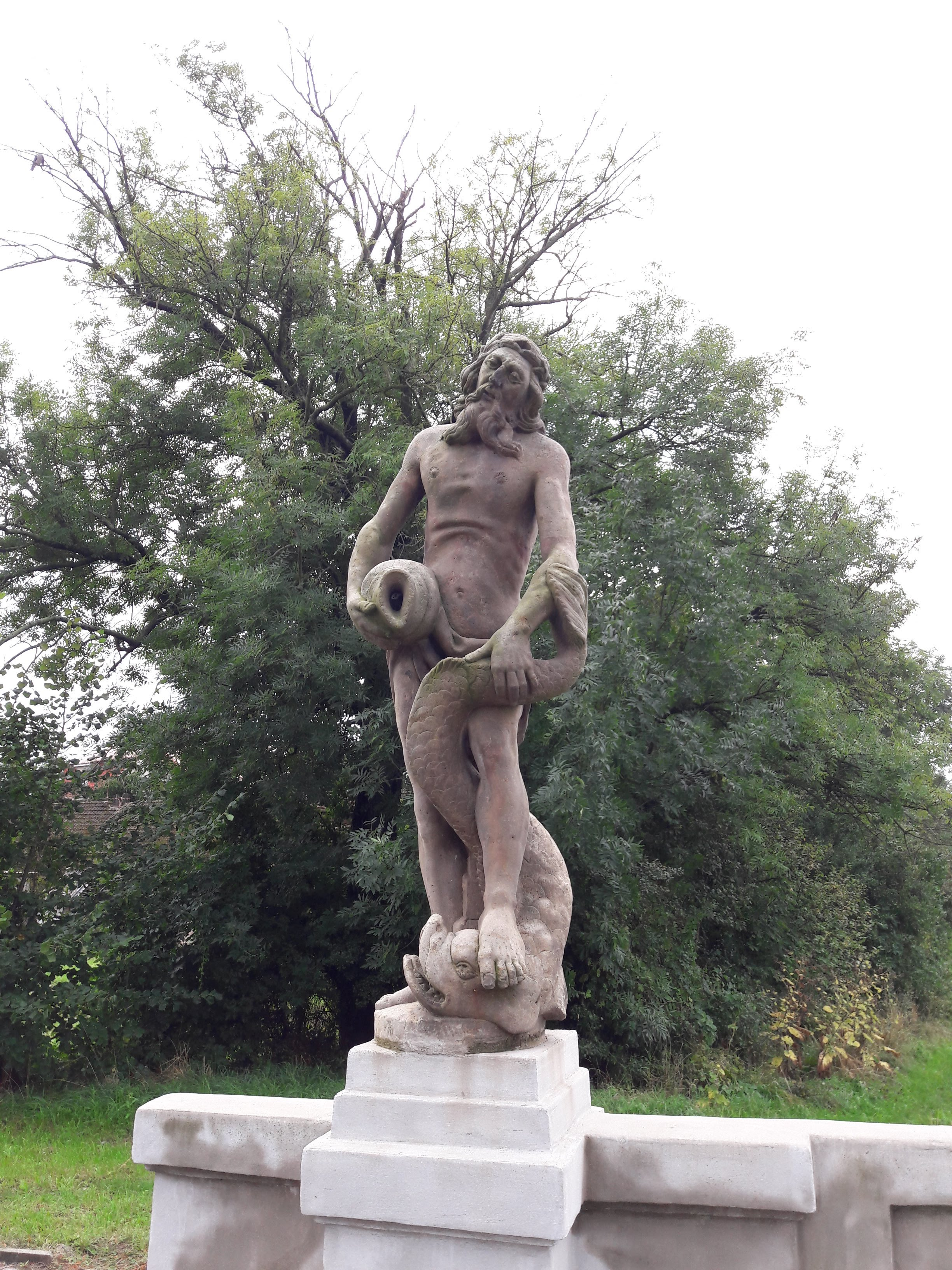
Alegorie Voda
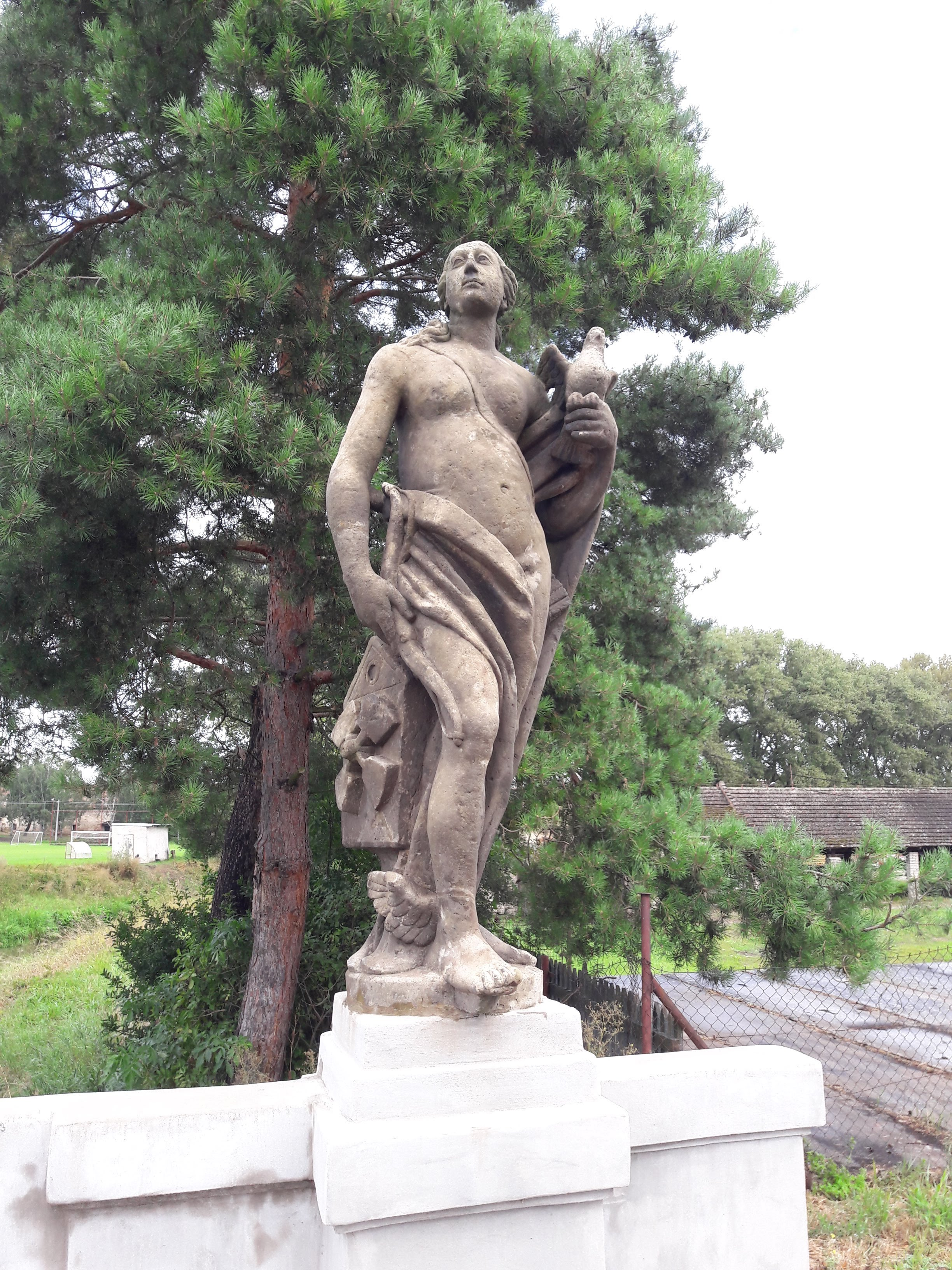
Alegorie Vzduch
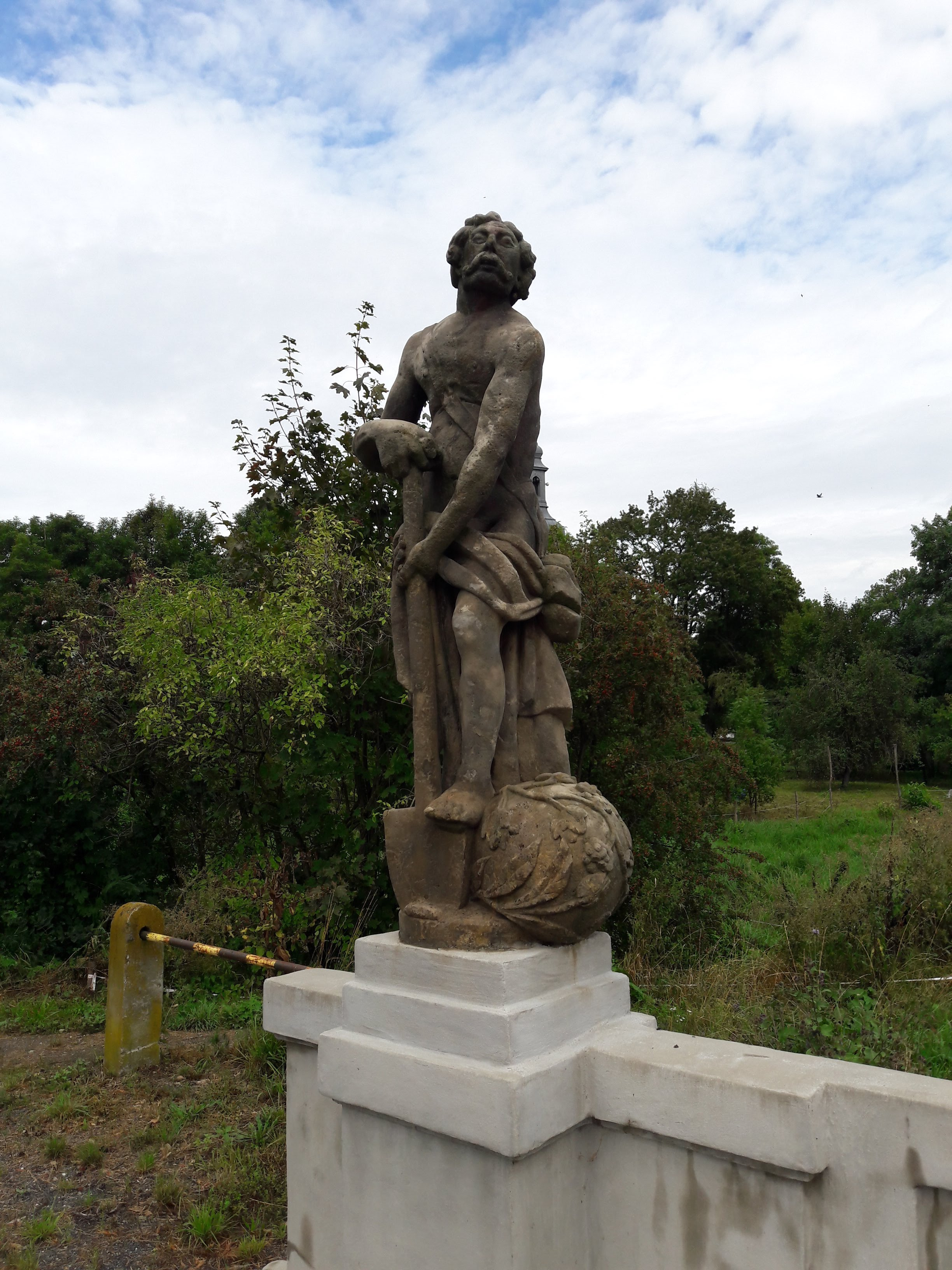
Alegorie Země
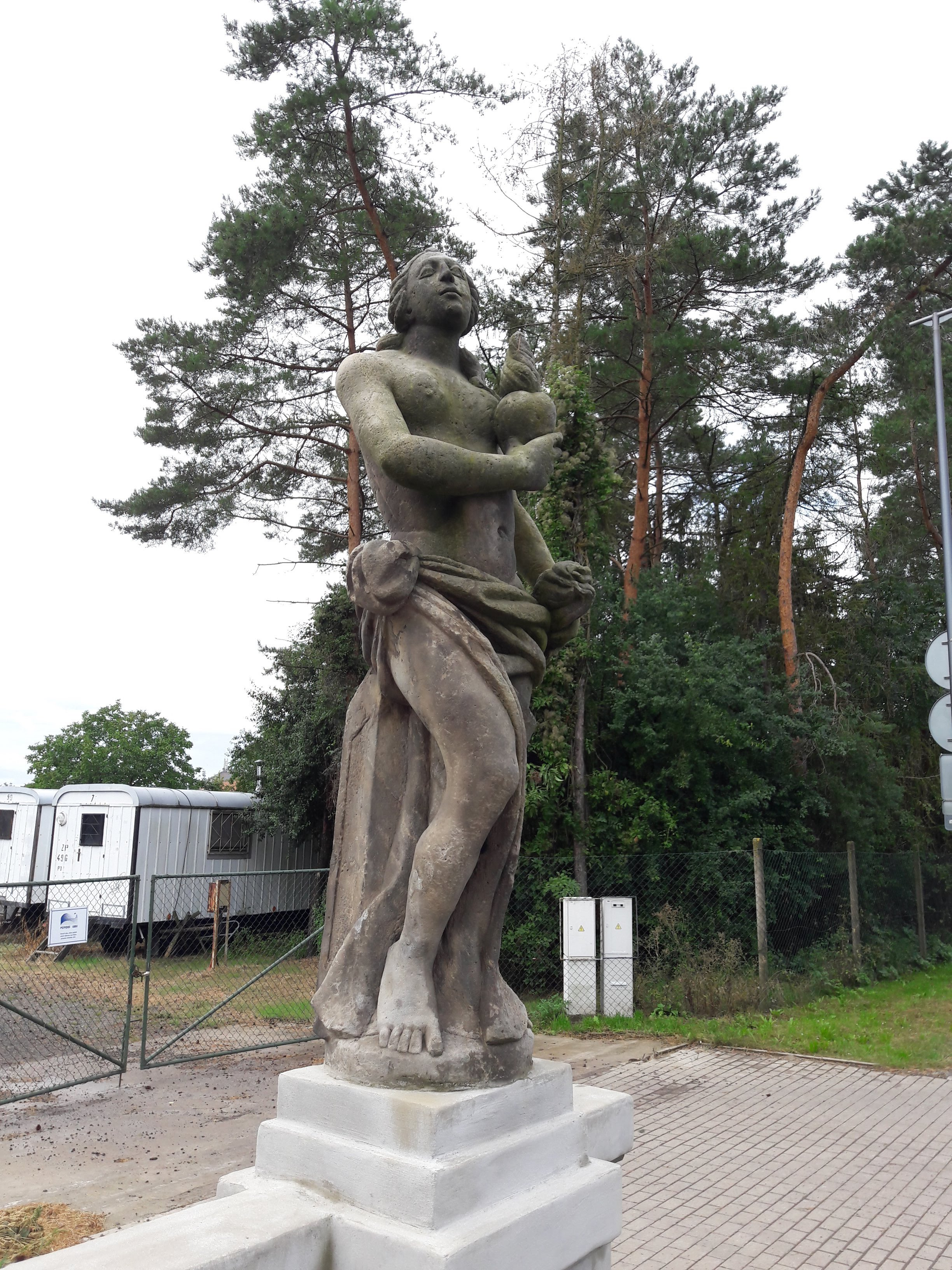
Alegorie Oheň
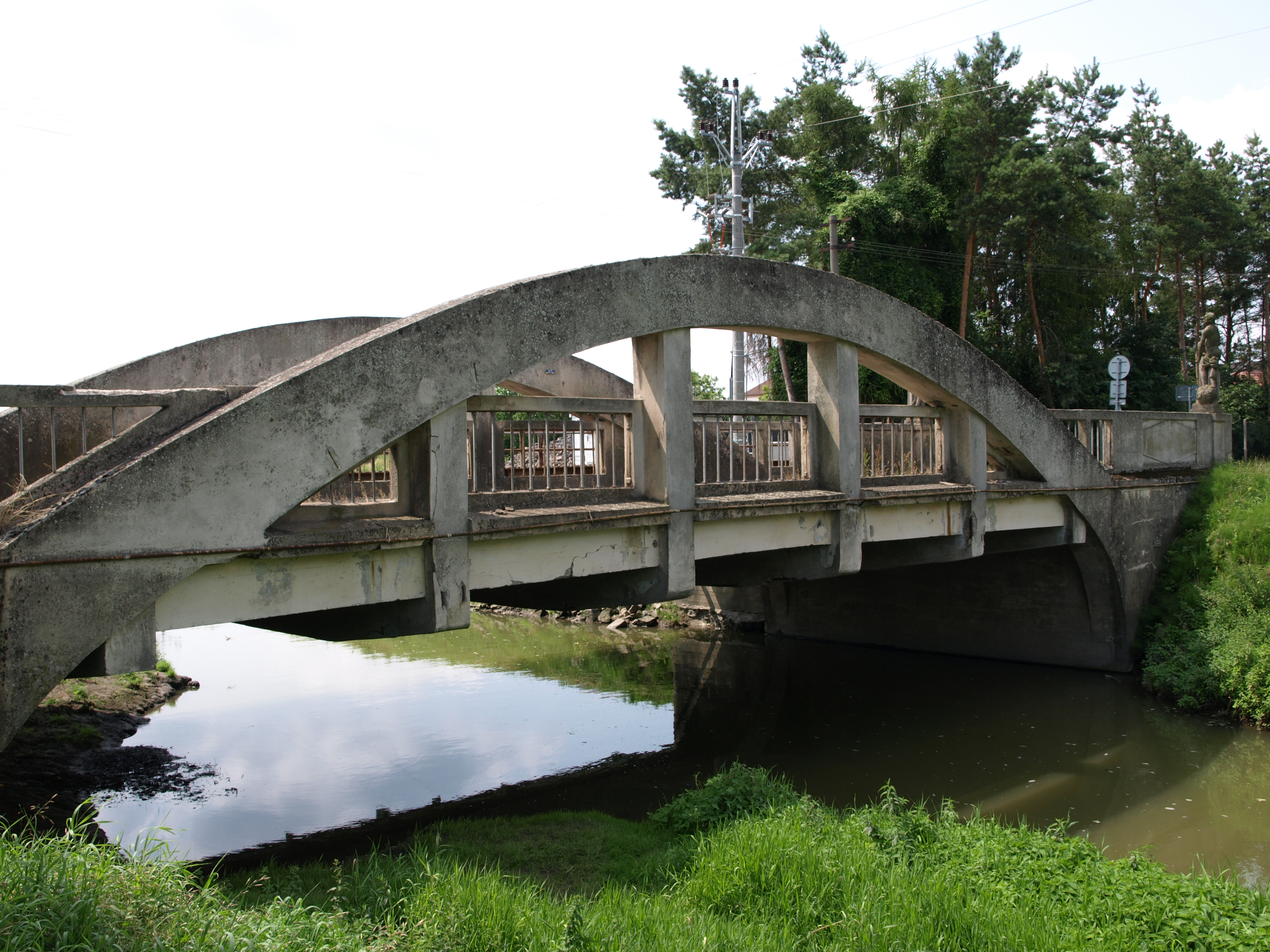
Oblouk
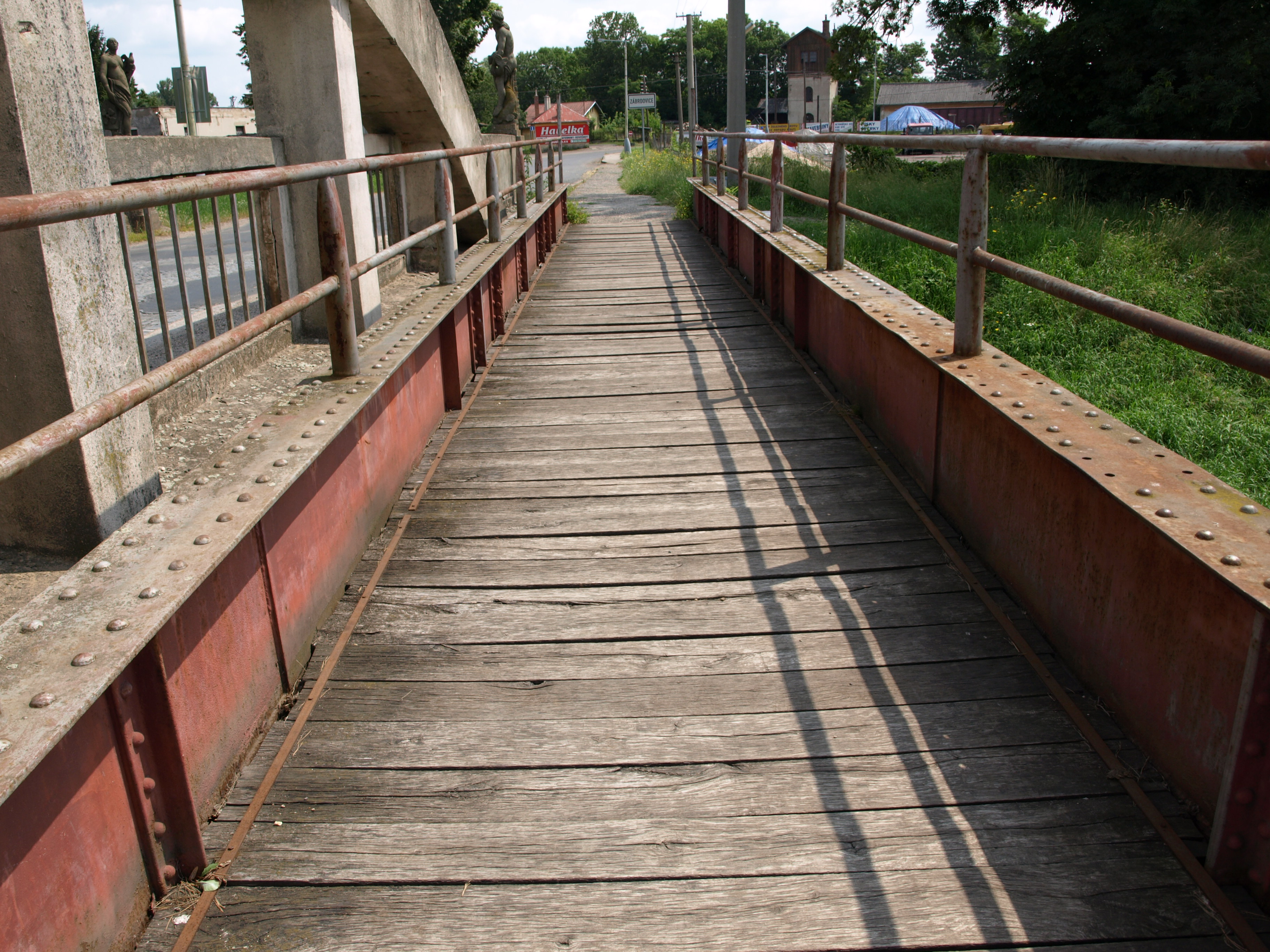
Lávka pro pěší